# 郑时泰
郑时泰（？—？），广东香山（今广东中山）人，是一名清朝政治人物。附贡生出身。
郑时泰曾于1787年接替黄映庚任青浦县知县一职，1787年由孙凤鸣接任。